# Where East Is East
Oriente (en el original en inglés, Where East Is East) es una película muda de drama romántico estadounidense de 1929 protagonizada por Lon Chaney como un cazador de animales en Laos. Es la penúltima película muda de Chaney y la última de sus colaboraciones con el director Tod Browning. Aunque es esencialmente una película muda en la forma, con intertítulos y ningún diálogo hablado, Metro-Goldwyn-Mayer la proyectó ya con una banda sonora Movietone de efectos ambientales y música.

## Trama

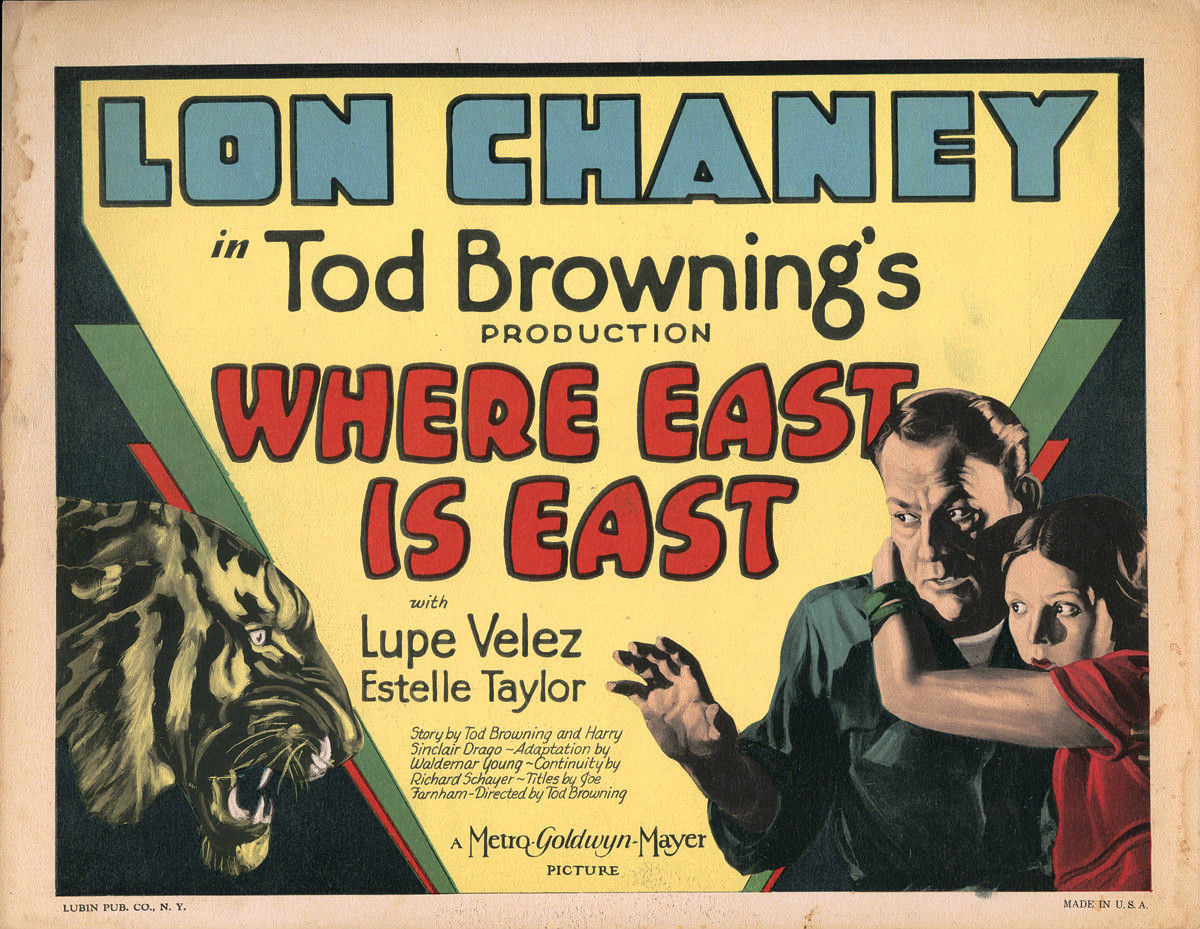
Tarjeta promocional del film.

Tiger Haynes atrapa animales salvajes para ganarse la vida, y muestra las cicatrices de su peligrosa ocupación en su cara. Solo se preocupa de una cosa en la vida: su amada hija, Toyo. Cuando regresa a la ciudad de Vien-Tien de su última partida en la jungla, Toyo le dice que ella y Bobby Bailey, el hijo del dueño de un circo estadounidense (y uno de los mejores clientes de Tiger), se han enamorado y están comprometidos. Inicialmente se opone a la unión, pero les da su bendición después de que Bobby protege a la chica de un tigre que se había escapado.
Tiger y Bobby llevan los animales capturados río abajo para enviarlos al padre de Bobby. En el viaje, Bobby cae rendido ante la atrayente Madame de Sylva. Cuando Bobby le presenta a Tiger, ambos se miran con aversión. Tiger saca a Bobby del barco para alejarlo de la mujer. Mientras esperan al barco en que viajarán los animales, le explica que Madame de Sylva es la madre de Toyo. Le abandonó cuando Toyo era solo un bebé. Horrorizado, Bobby hace prometer a Tiger mantener en secreto el incidente.
Cuando llegan al puerto, Tiger está preocupado porque Bobby y De Sylva navegarán a través del Pacífico en el mismo barco. Bobby le tranquiliza porque en cambio regresa con él junto a Toyo. Sin embargo, Madame de Sylva llega inesperadamente y es recibida por una confiada Toyo. De Sylva utiliza todas sus artimañas femeninas para atraer a Bobby lejos de su hija. Después de que Toyo escucha la verdad durante una acalorada discusión entre sus padres, le dice a Bobby que solo quiere que él sea feliz. Esto libera a Bobby de la seducción de la mujer madura.
Tiger abre en secreto la jaula de un viejo gorila que todavía recuerda haber sido maltratado por De Sylva hace mucho tiempo. Esto implica que la mujer fatal es asesinada. Cuando Toyo y Bobby salen a ver qué está pasando, Tiger sale de la habitación de De Sylva gravemente herido. Después, ocultando la seriedad de sus heridas, Tiger observa a la joven pareja contrayendo matrimonio ante el padre Angelo.

## Reparto
- Lon Chaney como Tiger Haynes
- Lupe Vélez como Toyo Haynes
- Estelle Taylor como Madame de Sylva
- Lloyd Hughes como Bobby Bailey
- Louis Stern como Padre, Padre Angelo
- Señora Wong Wing como Ming, la mujer que crio a Toyo
- Willie Fung como criado (sin acreditar)
- Duke Kahanamoku como trampero de animales salvajes (sin acreditar)
- Mademoiselle Kithnou como sirvienta de Sylva, que intenta ayudar a Tiger varias veces (sin acreditar)
- Richard Neill como Rangho el Gorila (sin acreditar)

## Análisis
El film forma una especie de trilogía junto con las precedentes La sangre manda y Los pantanos de Zanzíbar de obras dirigidas por Browning y protagonizadas por Chaney, ubicadas en ambientaciones exóticas y centradas en una relación padre-hija.